# Cocio

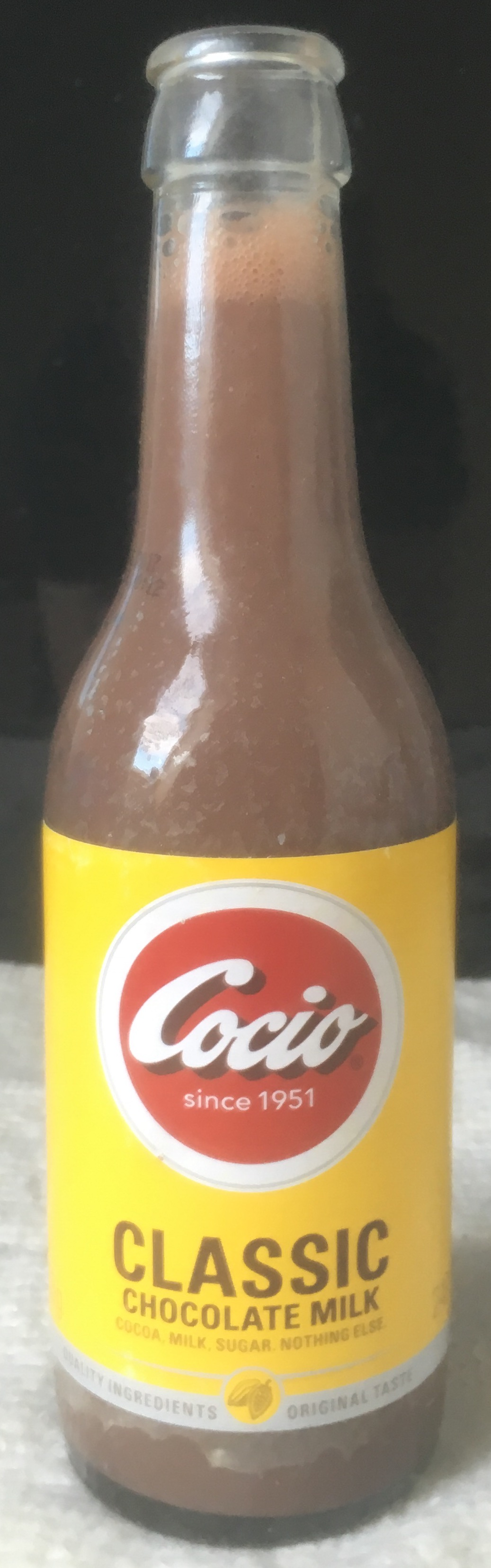
Eine Flasche Cocio

Cocio Chokolademælk A/S wurde 1951 von Anker Pallesen gegründet und ist heute der größte Produzent sterilisierter Schokomilch Skandinaviens. Weiteres wichtiges Produkt ist Speiseeis. Die Zentrale ist bei der Fabrik der Gesellschaft in Kjersing nördlich von Esbjerg.
Ab 1976 bis 1999 gehörte Cocio der amerikanischen Borden Food Corporation, Tochter der Borden, Inc. 1989 konnte der alleinige Konkurrent Congo, der seinerzeit einen Marktanteil von 25 % hatte, übernommen werden. Nach dem Rückzug von Borden aus Europa wurde Cocio von den dänischen Firmen E. Bank Lauridsen Holding A/S (2/3) und IAT Holding A/S (1/3) übernommen, durch einen Neubau der Fabrik seit 2002 die Produktionskapazität massiv erweitert und die Exportaktivitäten verstärkt. 2002 erwarb Arla Foods einen Anteil von 50 % und führte bei Cocio Lohnproduktion durch. Mit Wirkung zum Jahresbeginn 2008 wurde Cocio vollständig von Arla Foods übernommen. Zum Kaufzeitpunkt erzielte Cocio mit 50 Mitarbeitern einen Jahresumsatz von rund 200 Millionen Dänischen Kronen (etwa 27 Millionen Euro).

## Belege
1. ↑  Archivierte Kopie (Memento des Originals vom 12. Januar 2018 im Internet Archive)  Info: Der Archivlink wurde automatisch eingesetzt und noch nicht geprüft. Bitte prüfe Original- und Archivlink gemäß Anleitung und entferne dann diesen Hinweis.
2. ↑  siehe auch en:Borden (company)